# Antoni Wesołowski
Antoni Wesołowski (ur. 17 stycznia 1916 w Olszy, zm. 16 marca 2007) – polski polityk, poseł na Sejm PRL VII i VIII kadencji.

## Życiorys
Syn Władysława i Heleny z domu Hartwich. Po ukończeniu 7-klasowej szkoły otrzymał pracę w Inspektoracie Szkolnym pracował w latach 1931–1939 w Wydziale Powiatowym w Mogilnie. W czasie II wojny światowej pracował przymusowo w niemieckim gospodarstwie rolnym w Olszy. Już po wojnie, w 1945, powrócił do pracy w Starostwie Powiatowym w Mogilnie. Od czerwca 1950 do grudnia 1957 pełnił funkcję sekretarza powiatu. W 1963 ukończył studia na Wydziale Prawa i Administracji Uniwersytetu Poznańskiego. Do 1970 był przewodniczącym prezydium Powiatowej Rady Narodowej w Mogilnie. W latach 1971–1973 był przewodniczącym PRN w Grudziądzu, a w okresie 1973–1975 w Aleksandrowie Kujawskim. Stał na czele Wojewódzkiego Komitetu Zjednoczonego Stronnictwa Ludowego od 1976 do momentu przejścia na emeryturę w 1981.
W 1976 i 1980 uzyskiwał mandat posła na Sejm PRL w okręgu Bydgoszcz. W VII i VIII kadencji zasiadał w Komisji Prac Ustawodawczych, a w VIII kadencji ponadto w Komisji Spraw Wewnętrznych i Wymiaru Sprawiedliwości.
Był w komitecie redakcyjnym publikacji Miejsca Pamięci Narodowej w granicach powiatu mogileńskiego, a także 3-tomowego wydawnictwa Studia z Dziejów Ziemi Mogileńskiej. W 1998 otrzymał tytuł honorowego obywatela gminy Mogilno.
Pochowany wraz z żoną Marią z domu Maniecką (1919–1974) na cmentarzu parafialnym w Trzemesznie.

## Odznaczenia
- Krzyż Oficerski Orderu Odrodzenia Polski